# 川崎龍介
川崎 龍介（かわさき りゅうすけ、1952年7月16日 - ）は、日本のラジオパーソナリティ、タレント。熊本県出身。近畿大学卒業。

## 来歴・人物
大学在学中だった19歳当時に結婚（後に離婚）、一人娘がいる。単身上京後、加山雄三の付き人を経て、1978年に「サマー・ブリーズ」で歌手デビュー。
1981年に放送された『太陽戦隊サンバルカン』ではバルイーグル / 大鷲龍介役を演じたが、23話で降板している。これに関して、原因は当時の所属事務所との契約の問題だったとされる。一方で「視聴者を飽きさせないため、そのリフレッシュ」が理由だったとも言い、降板は川崎本人も台本を手にするまで知らず、「内心ホッとした」とも話している。
岸田森とは『猿飛佐助』や『サンバルカン』で共演している。岸田からは、『サンバルカン』降板後も何度も「龍介帰ってこい。龍介が帰って来る話を俺が書く」と言われていたという。
その後、地元熊本に戻って、八代市内で父が設立したカラオケ喫茶を母と共に経営。その一方で熊本でラジオパーソナリティ、カラオケ教室の講師、カラオケ大会の審査員などを務めている。

## ディスコグラフィー

### シングル
- サマー・ブリーズ（1978年、ワーナー・パイオニア）[注釈 1][1]
- こころに海を（1979年、ワーナー・パイオニア） - 映画『ビッグ・ウエンズディ』イメージソング
- そよ風茶房（1979年、ワーナー・パイオニア）
- 君とふたりで（1980年、ワーナー・パイオニア）
- 球磨川哀歌（1984年、CBSソニー） - NHK銀河テレビ小説「愛してよろしいですか」劇中歌
- ひとりじめ（1991年、キングレコード）
- トゥナイト・イン 横浜（2001年、Kuu Hoa Records）

## 出演

### テレビドラマ
- 猿飛佐助（1980年、NTV） - 豊臣秀頼 役
- 太陽戦隊サンバルカン 第1話「北極の機械帝国」 - 第23話「銀河魔境の女隊長」（1981年、ANB） - 主演・大鷲龍介 / バルイーグル 役
- 裸の大将 火の国・熊本編〜女心が噴火するので〜（2009年10月24日、関西テレビ・フジテレビ）

### その他のテレビ番組
- 欽ちゃんのドーンとやってみよう（1979年 - 1980年、CX） - すけちゃん

### ラジオ
- 龍介とすみママのカラパらんでぶー（2001年 - 2004年、RKKラジオ） - パーソナリティ
- 龍介とすみママの♪歌ってパラダイス（2004年 - 2014年、RKKラジオ） - パーソナリティ